# صراع السعودية وقطر بالوكالة
صراع السعودية وقطر بالوكالة ويُشار إليه أحيانا بالحرب العربية الثانية الباردة، هو استمرار للصراع على النفوذ الإقليمي بين دول مجلس التعاون الخليجي وبخاصة بين قطر والمملكة العربية السعودية. توترت العلاقات بين قطر والمملكة العربية السعودية منذ بداية الربيع العربي الذي ترك فراغا في السلطة سعت كل الدول العربية إلى ملأه؛ فدولة قطر أيدت ودعمت بل مولت في بعض الأحيان الموجات الثورية في حين عارضت المملكة العربية السعودية ذلك وفضلت الحفاظ على نفس نظام الحكم في كل الدول العربية. بين هذا وذاك كانت الولايات المتحدة حليفة الدولتين معاً والتي وجدت نفسها في مأزق مما دفع بها إلى تجنب الصراع المباشر أو دعم دولة على أخرى.
لم تكن الخلافات بين السعودية وقطر وليدة اللحظة ولا وليدة الربيع العربي بل هناك خلافات أعمق وأقدم بين الدولتين في عدد من القضايا بما في ذلك طبيعة المحتوى الذي كانت تُقدمه -ولا تزال- قناة الجزيرة والتي تعتمد فيه على الرأي والرأي الآخر؛ ليس هذا فقط فقناة الجزيرة غطت الأخبار بشكل مفصل ودقيق للغاية خلال ثورات الربيع العربي وحافظت نسبيا على علاقات جيدة مع إيران وتركيا مما أغضب المملكة العربية السعودية. دعمت قطر نظام الإخوان المسلمون؛ فيما حاولت السعودية دعم أحزاب وأقطار أخرى تعتبرها أكثر ديمقراطية؛ هذا الأمر ولد احتكاكا وصراعا بين الجانبين. في حقيقة الأمر لا يزال السبب الرئيسي للصراع بين الدولتين مجهولا؛ لكن هناك عدة أسباب فرعية زادت من توتر العلاقات من بينها صراع إيران والسعودية بالوكالة فالسعودية تُحاول الحد من نفوذ الدولة الإيرانية في المنطقة كما تُحاول القضاء على الجماعات المتشددة التي تدعمها على عكس قطر التي لا تهتم بهذا.
بدأ الربيع العربي بالثورة التونسية في كانون الثاني/يناير 2011 ونتج عنها خلع الرئيس زين العابدين بن علي الذي فر إلى المملكة العربية السعودية. قامت قناة الجزيرة بتغطية الاحتجاجات البحرينية 2011 على نطاق واسع وهناك شككت الحكومة السعودية في أن الحكومة القطرية تسعى إلى إسقاط نظام الحكم في السعودية عبر القوة الناعمة. حينها قام السعوديون بدعم الثورة المضادة لإحباط الربيع العربي فحافظوا بصعوبة على النظام الملكي في البحرين كما قاموا بإطاحة الرئيس المصري المنتخب ديمقراطيا محمد مرسي وأحبطوا الدعم الدولي لما بعد نظام معمر القذافي في ليبيا. منذ انقلاب 2013 في مصر الذي قاده عبد الفتاح السيسي قدمت كل من المملكة العربية السعودية والإمارات العربية المتحدة الدعم لنظام السيسي ثم حاولا سحق المعارضة وبخاصة الإخوان. لم يكتفِ الصراع بالوكالة عند هذا الحد بل قامت الدول الثلاث بتخفيض العلاقات مع كل من قطر وتركيا الذين أيدا الديمقراطية الإسلامية والسلفية الجهادية ودعما بعض الجماعات خاصة في الحرب الأهلية السورية.
حاول مجلس التعاون الخليجي تصحيح العلاقة بين قطر والسعودية خلال ثورة الشباب اليمنية فقدمت الدولتان دعما ضد نظام الرئيس علي عبد الله صالح على الرغم من أن السعودية تعتبر أكبر رافض للثورة العربية. حينها بدأت طبيعة العلاقة تعود لسابق عهدها خاصة أن الدولتان وجدا عدة نقاط مشتركة من بينها محاولة الإطاحة بالرئيس السوري بشار الأسد الحليف الرئيسي لإيران ولوكيلها حزب الله في لبنان. تدخلت قطر في الحرب الأهلية السورية في عام 2013 أما السعودية فقد انخرطت في الحرب أبكر بقليل حيث قدمت دعما كبيرا لعدة جماعات ثورية كان هدفها إسقاط حكومة بشار الأسد لكن سُرعان ما اختلطت الأوراق بعد ظهور تنظيم الدولة الإسلامية (داعش) الذي أصبح قوة إقليمية في المنطقة. في عام 2014 تدخلت السعودية وقطر في الحرب الأهلية الليبية فانقطعت العلاقة بين الدولتين مؤقتا. صعد سلمان بن عبد العزيز آل سعود إلى العرش في عام 2015 فتحسنت العلاقة مع قطر قليلا حيث حارب الاثنان معا في سوريا كما حاربا الجماعات المدعومة من إيران وعلى رأسهم الميليشات الحوثية في الحرب الأهلية اليمنية. في الوقت ذاته كانت العلاقة بين إيران والسعودية قد وصلت الحضيض عقب إعدام سلطات المملكة للشيخ الشيعي نمر النمر.
في يونيو 2017 قامت السعودية، الإمارات، البحرين، مصر، المالديف، موريتانيا، السودان، السنغال، جيبوتي، جزر القمر، الأردن، حكومة ليبيا وحكومة عبد ربه منصور هادي بقطع العلاقات الدبلوماسية مع قطر ومنعت قطر من استعمال مجالها الجوي وطرقها البحرية جنبا إلى جنب مع المملكة العربية السعودية التي حاصرتها برا. حينها تحول الوجه الإعلامي لقناة الجزيرة حيث بدأت في بث معلومات سلبية عن دول الخليج ومصر. ازدادت وتيرة التوتر بعدما طُردت قطر من التحالف الذي يهدف لمكافحة الحوثيين. حينها أكد وزير الدفاع القطري خالد بن محمد العطية أن الحصار هو بمثابة إعلان حرب أما وزير المالية القطري علي شريف العمادي فقد ذكر أن قطر غنية بما يكفي لتحمل الحصار. في 24 آب/أغسطس عام 2017 أعلنت قطر أنها سوف تُعيد تمثيل كامل العلاقات الدبلوماسية مع إيران. دخلت الأزمة الدبلوماسية عامها الثاني؛ فأعلنت بعض المصادر غير الرسمية من السعودية أن المملكة بصدد بناء قناة بحرية من شأنها أن تُحول قطر إلى جزيرة.
في الرابع من يناير 2021، وافقت قطر والمملكة العربية السعودية بالإضافة إلى الدول الثلاث المقاطعة ايضا ( الامارات العربية المتحدة، مملكة البحرين، جمهورية مصر العربية ) على حل الأزمة بوساطة الكويت والولايات المتحدة. أعادت السعودية و الدول المقاطعة فتح حدودها البرية والبحرية والجوية مع قطر، وبدأت عملية المصالحة. الاتفاق والبيان الختامي، اللذان وُقِّعا في 5 يناير 2021 خلال قمة دول مجلس التعاون الخليجي في العلا، يمثلان خطوة رئيسية نحو حل الأزمة الخليجية.

## الخلفية

### التاريخ
منذ توليه السلطة في عام 1995 كانت لدى حمد بن خليفة آل ثاني أفكار تُفيد بأن قطر لا يمكن أن تجد الأمن إلا بعد «استقلالها الكامل» عن السعودية. وفقا لجيم كراين الباحث في جامعة رايس فإن «قطر دولة تابعة للسعودية إلى حد ما، ولكن ثروة الغاز التي شهدتها جعلتها دول مستقلة بنفسها وبذاتها... قبل كل شيء فالغاز دفع دولة قطر إلى تعزيز سياساتها الإقليمية من خلال الاشتباك مع إيران لتأمين مصدر الثروة.» جدير بالذكر هنا أن قطر وإيران تملكان حصة مشتركة في حقل غاز الشمال، الذي يُعتبر حتى الآن أكبر حقل للغاز الطبيعي في العالم ناهيك عن أهميته الجيوستراتيجية. بكل هذا استطاعت قطر إزاحة النفوذ السعودي حيث باتت اليوم دولة منافسة ولم تعد «تابعة» كما كانت من قبل - على حد وصف حمد بن خليفة-. ليس هذا فقط فقطر تستضيف أكبر قاعدة أمريكية في الشرق الأوسط وهي قاعدة العديد الجوية. سحبت المملكة العربية السعودية سفيرها من الدوحة في الفترة من عام 2002 إلى عام 2008 في محاولة للضغط على قطر للحد من النزعات الفردية والإقليمية لكن هذا النهج لم يُغير من واقع الأمر شيئا.

الدول الأعضاء في مجلس التعاون الخليجي.

حافظت قطر نسبيا على علاقات جيدة مع إيران مقارنة بباقي الدول العربية؛ وهذا أثار الغضب لدى السعوديين وغيرهم. فمثلا يدعي الساسة في الإمارات العربية المتحدة أن «قطر تستثمر مليارات الدولارات في الولايات المتحدة وأوروبا ثم تقوم بتدوير الأرباح من خلال دعم إيران وحركة حماس بالإضافة إلى جماعة الإخوان المسلمين والجماعات المرتبطة بتنظيم القاعدة. في حين أن قطر تستضيف قاعدة عسكرية أميركية من أجل الحرب ضد التطرف والإرهاب وفي نفس الوقت تمتلك شبكات وسائل إعلام مسؤولة عن التحريض على التطرف.» تستخدم قطر أيضا اتصالاتها للمساعدة في التفاوض السلمي وتبادل الرهائن بشكل آمن بالإضافة إلى إجلاء المدنيين من المناطق المتضررة خلال الحرب الأهلية السورية. في عام 2006 كانت قطر الدولة الوحيدة ضمن أعضاء مجلس الأمن التابع للأمم المتحدة التي صوتت ضد قرار مجلس الأمن رقم 1696 والذي دعا فيه إيران إلى وقف برنامج تخصيب اليورانيوم.
في نيسان/أبريل من عام 2017 وبعد 12 عامًا من امتناع قطر عن تطوير حقل غاز مع إيران، فكرت الدولة القطرية في إرجاع العلاقات إلى سابق عهدها والعمل على مشاريع مع الدولة الإيرانية. وفقا لديفيد روبرتس الخبير في السياسات الخارجية لدى كلية الملك في لندن فإنه في حالة اندلاع صراع بين أمريكا وإيران فإن قطر ستكون حرفيا في المنتصف. وكان الرئيس الإيراني حسن روحاني قد أجرى مكالمة هاتفية يوم 27 أيار/مايو 2017 مع الأمير القطري تميم بن حمد آل ثاني؛ وقال روحاني: «بلدان المنطقة بحاجة إلى المزيد من التعاون والتشاور لحل الأزمة ونحن على استعداد للتعاون في هذا المجال.»

### الربيع العربي وقناة الجزيرة
تُعد شبكة الجزيرة الإعلامية مؤسسة إعلامية مملوكة من قبل أمير قطر، وهي الشبكة الأكثر شعبية في الشرق الأوسط وشمال أفريقيا. انتَقَدت هذه الشبكة الحكومات الأجنبية المتورطة في النزاعات العربية ولطالما كان خط تحريرها يدعم المصالح القطرية. طالبت قوات التحالف التي تقودها السعودية قطر بإغلاق قناة الجزيرة لكن الدولة القطرية لم تستمع لمثل هذه المطالب.

### الإرهاب
اتهمت السعودية دولة قطر برعاية الإرهاب. لم تكن السعودية هي الوحيدة التي قامت بهذا بل عابت الكثير من البلدان على قطر تمويل الجماعات المتمردة بما في ذلك تنظيم القاعدة وجبهة النصرة التابعة له والتي تنشط في سوريا، على الرغم من أن السعوديين قد فعلوا الشيء نفسه من خلال تمويلهم للكثير من الجماعات والوكلاء في سوريا والعراق وغيرهما. شاركت كل من قطر والمملكة العربية السعودية رفقة وكالة المخابرات المركزية في قيادة برنامج تيمبر سيكامور لتدريب وتسليح الثوار السوريين.
استضافت قطر على أراضيها مسؤولين من أفغانستان ومن حركة طالبان بالإضافة إلى مسؤولين من حركة حماس، وتُدافع قطر عن تصرفاتها هذه كونها تحاول العمل كوسيط في النزاعات الإقليمية. فعلى سبيل المثال لا الحصر استضافت قطر محادثات بين طالبان والحكومة الأفغانية في عام 2016.
في 13 تموز/يوليو من عام 2017، اتهم السيناتور الجمهوري بوب كوركر رئيس لجنة مجلس الشيوخ الأمريكي للعلاقات الخارجية قطر بدعم الإرهاب فقال: «المبالغ المالية التي دفعتها السعودية في دعم الإرهاب مجرد "مبالغ قزمة" عندما يتم مقارنتها بما دفعته قطر.» وكان وزير الدفاع الأمريكي السابق ورئيس وكالة الاستخبارات المركزية روبرت غيتس قد صرح في مايو 2017 قائلا: «قطر تدعم الإرهاب من خلال تمويل بعض الجماعات مثل حماس، طالبان والقاعدة.» ثم أضاف: «بالنسية لقاعدة العديد فهي مرفق آخر للولايات المتحدة لا يمكن الاستغناء عنه.» هذا وتجدر الإشارة إلى أن قطر تستضيف أكبر قاعدة أمريكية في الشرق الأوسط وهي قاعدة العديد الجوية والتي تم استخدامها من قبل الولايات المتحدة الأمريكية في حملاتها على العراق، سوريا وأفغانستان. ووفقا لصحيفة وول ستريت؛ فقد ضغط بعض أعضاء مجلس الأمن الوطني على الرئيس باراك أوباما خلال ولايته الأولى من أجل سحب سرب من المقاتلات من قاعدة العديد احتجاجا على الدعم القطري للجماعات المتشددة في منطقة الشرق الأوسط.

## الخط الزمني

### 2002 - 2008
في عام 2002 سحبت المملكة العربية السعودية سفيرها من قطر احتجاجا على قناة الجزيرة وما تُقدمه في أخبارها وبرامجها. أُعيد تمثيل العلاقات الدبلوماسية في عام 2008 بعد تأكيدات بأن قناة الجزيرة سوف تحد من تغطيتها الإخبارية لما يحصل في المملكة العربية السعودية.

### 2014
في آذار/مارس 2014 وخلال اجتماع لمجلس التعاون لدول الخليج العربية أعلنت كل من الإمارات العربية المتحدة، المملكة العربية السعودية والبحرين استدعاء سفرائها من قطر،  وذلك بسبب «تدخل قطر في الشؤون الداخلية لدول المجلس». قل التوتر بين الدول الأربعة بعدما اضطرت قطر إلى دفع أعضاء من جماعة الإخوان المسلمين إلى مغادرة البلاد بعد ثمانية أشهر من الواقعة.
فسّر بعض الاقتصاديين الصدع الديبلوماسي بين قطر والسعودية عام 2014 بسبب التنافس حول النفط والغاز الطبيعي؛ بل ذهب البعض إلى القول بأن عواقب هذا «التنافس» ستكون عميقة وطويلة الأمد على الشرق الأوسط وشمال أفريقيا.

### 2017 - 2018: الأزمة الدبلوماسية
في يونيو 2017 قامت المملكة العربية السعودية، الإمارات العربية المتحدة، البحرين، مصر، المالديف، موريتانيا، موريشيوس، السودان، السنغال، جيبوتي، جزر القمر، الأردن، طبرق في ليبيا ثم حكومة هادي في اليمن بقطع العلاقات الدبلوماسية مع قطر ومنعت تلك الدول قطر من استعمال المجال الجوي والطرق البحرية جنبا إلى جنب مع فرض حصار من قِبل المملكة العربية السعودية على الدولة صغيرة المساحة. بعد هذا «الحصار» قامت قناة الجزيرة ببث تقارير سلبية عن دول الخليج ومصر حيث ركزت على الأوضاع الإنسانية في الحرب اليمنية ثم ركزت على شبهات الفساد بالنسبة للإمارات وسجل حقوق الإنسان في مصر. طُردت قطر بعدها من التحالف ضد الحوثيين. قطعت السعودية العلاقات الدبلوماسية مع قطر ثم اتهمتها بدعم الإرهاب والتدخل في الشؤون الداخلية لدول الخليج، بالإضافة إلى الحفاظ على العلاقات مع إيران. نفت قطر مزاعم دعمها للإرهاب وبرَّرت ذلك من خلال الإشارة إلى نفسها كونها ساهمت في التدخل العسكري ضد داعش. حاولت البلدان المحاصرة لقطر فرض تدابير وشروط لكن قطر نفسها لم تستجب لهم ورفضت كل المطالب الثلاث عشر، مما دفع بالدول المقاطِعة إلى التصعيد مجددا من خلال اتهام قطر بقويض الأمن والاستقرار في مجلس التعاون الخليجي وبالخصوص في عام 2014.
جاءت الأزمة الدبلوماسية بعد خطاب ألقاه أمير قطر تميم بن حمد آل ثاني في مايو/أيار وتحدث فيه عن دعم قطر وإيران لحركة حماس والإخوان المسلمون جنبا إلى جنب، كما دعى الدول العربية إلى التقرب من إيران «الإسلامية» من أجل مواجهة الموقف العدائي لدونالد ترامب تجاهها. نقت قطر هذه الادعاءات وأكدت على أن الخطاب مزور ثم وضحت كيف أن المتسللين اخترقوا موقع وكالة الأنباء القطرية ونشروا تصريحات ملفقة وغير صحيحة. يعتقد المحققون في وكالة الأنباء القطرية أن الاختراق تم من قبل قراصنة روس كجزء من حملة نشر الأخبار الوهمية التي تهدف إلى إشعال خلافات دبلوماسية بين الولايات المتحدة وحلفائها في المنطقة. نفى الكرملين كل هذا ودعا حكومة قطر إلى التأني ومحاولة ضبط النفس خلال كشف الفاعل ليتبين فيما بعد أن المسؤول عن الاختراق هم «دول الحصار» وذلك بعد تتبع إشارات الهاتف المحمول التي استُعملت عند نشر التصريحات الملفقة. حينها توَّعدت قطر بمقاضاة البلدان المشاركة في الحصار.
ارتفعت وثيرة الأزمة ففرضت الدول المقاطعة عزلة اقتصادية اضطرت قطر خلالها إلى اللجوء إلى تركيا وإيران من أجل الحصول على إمدادات الغذاء والمياه. في نفس الوقت عرضت إيران استخدام ثلاثة منافذ لتقديم الإمدادات إلى قطر.
ادعى الإعلام العربي وبخاصة السعودي، الإماراتي والمصري أن قطر قبلت سرا أن تصبح جزءا من النفوذ الشيعي الإيراني فطهران تُحاول خلق سلطة عليا لها في الشرق الأوسط من خلال تمركز حزب الله في لبنان ونظام الأسد في سوريا ثم حزب الدعوة الإسلامية في العراق والحوثي في اليمن. خلال محادثة هاتفية مع الرئيس الإيراني حسن روحاني ذكر أمير قطر تميم أنه يريد علاقات مع إيران «أقوى من أي وقت مضى.» فيما طلبت إيران من قطر دعم حزب الله باعتباره حركة مقاومة ضد الاحتلال الإسرائيلي وليس مجموعة إرهابية. واصلت وسائل الإعلام السعودية تهجمها على قطر حيث ذكرت أن عضوا من عائلة آل ثاني الحاكمة وهو الشيخ عبد الله بن ناصر بن عبد الله أحمد آل ثاني قد غرَّد على حسابه في موقع تويتر قائلا: «انضم يا تميم مع إخوتك في إيران ضد المجموعات الإرهابية وتغلب على خصومك.» زعمت وسائل الإعلام السعودية والإماراتية أيضا أن الحرس الثوري دخل قصر حاكم قطر تميم بن حمد آل ثاني ويقوم بحمايته خشية من تدخل عسكري للدول المقاطعة.
فرضت الدول المقاطعة بقيادة السعودية «كتلة» من الشروط الواجب توافرها في قطر قبل استعادة العلاقات الدبلوماسية ورفع الحصار. وتمثلت هذه الشروط في ثلاثة عشر مطلبا رئيسيا ينص على أن قطر يجب أن تقوم بقطع العلاقات العسكرية والاستخباراتية مع إيران ثم تتفق مع الولايات المتحدة من أجل فرض عقوبات تجارية على إيران؛ بالإضافة إلى إغلاق القاعدة العسكرية التركية في قطر ووقف التعاون العسكري مع تركيا. كما طالبت الدول المقاطعة قطر بقطع كل العلاقات مع «المنظمات الإرهابية الطائفية والأيديولوجية» مثل داعش، الإخوان المسلمين، حماس، طالبان، القاعدة، جبهة النصرة وحزب الله بالإضافة إلى كل المنظمات المصنفة على أنها إرهابية من قبل المملكة العربية السعودية، الإمارات العربية المتحدة، البحرين ومصر. تضمنت الشروط مطالب أخرى أكثر عقابية بما في ذلك جبر الضرر والتعويض عن الخسائر في الأرواح وغيرها من الخسائر المالية الناجمة عن سياسات قطر في السنوات الأخيرة ثم إغلاق معظم وسائل الإعلام التي تمولها الدولة وعلى رأسها قناة الجزيرة، عربي 21، رصد، العربي الجديد، مكملين ثم عين الشرق الأوسط. حاولت الدول المقاطعة أيضا ضمان تصرفات قطر في المستقبل حيث فرضت عليها -ضمن الشروط- مناقشة جميع المسائل مع دول الخليج الأخرى ومناقشة جميع قراراتها معهم قبل اتخادها بالإضافة إلى تقديم تقارير دورية عن نشاطها كما طالبوها بترحيل جميع اللاجئين السياسيين الذين يعيشون على أراضيها إلى بلدانهم الأصلية أو تجميد أصولها ثم تقديم كل المعلومات المطلوبة حول الإقامة والحركات المالية وما إلى ذلك. وكشرط أخير نهت تلك الدول قطر من منح الجنسية إلى المزيد من «الهاربين». رفضت قطر كل هاته المطالب؛ فأعلنت البلدان المعنية بأن الحصار سوف يستمر حتى تُغير قطر من سياساتها.

## الخلاف في باقي البلدان

### مصر
|                                                                                     |  |  |
| عبد الفتاح السيسي (يمين) قائد انقلاب 2013 في مصر ضد محمد مرسي (يسار) المدعوم من قطر |  |  |

دعمت قطر الإخوان المسلمون في الماضي؛ ونجحت بالفعل في الإطاحة بالرئيس حسني مبارك في فبراير/شباط 2011
والتي كانت لحظة تاريخية في قناة الجزيرة. فاز محمد مرسي المنتمي لجماعة الإخوان المسلمين في انتخابات الرئاسة المصرية 2012 ليُصبح بذلك أول رئيس منتخب ديمقراطيا لكن سرعان ما تم الإطاحة به بعد عام واحد فقط بقيادة الجنرال عبد الفتاح السيسي وبدعم سعودي خالص.
بعد الانقلاب رأت المملكة العربية السعودية وغيرها من دول الخليج تهديداً من جماعة الإخوان المسلمين التي تتبنى أيديولوجيا تعارض الحكم الوراثي فحاولت «سحقها» بكل الطرق الممكنة. أما اليوم فتنظر الحكومة المصرية إلى جماعة الإخوان المسلمين بأنها العدو رقم واحد. إبان الربيع العربي عام 2011 أيدت قطر المحتجين المصريين خلال ثورة 25 يناير (الثائرين من أجل التغيير) ونفس الأمر فعلته جماعة الإخوان المسلمين. على النقيض من ذلك كانت المملكة العربية السعودية تؤيد حسني مبارك الذي لُقب حينها بالديكتاتور أما اليوم فهي تدعم عبد الفتاح السيسي قائد الانقلاب على الشرعية الديمقراطية.

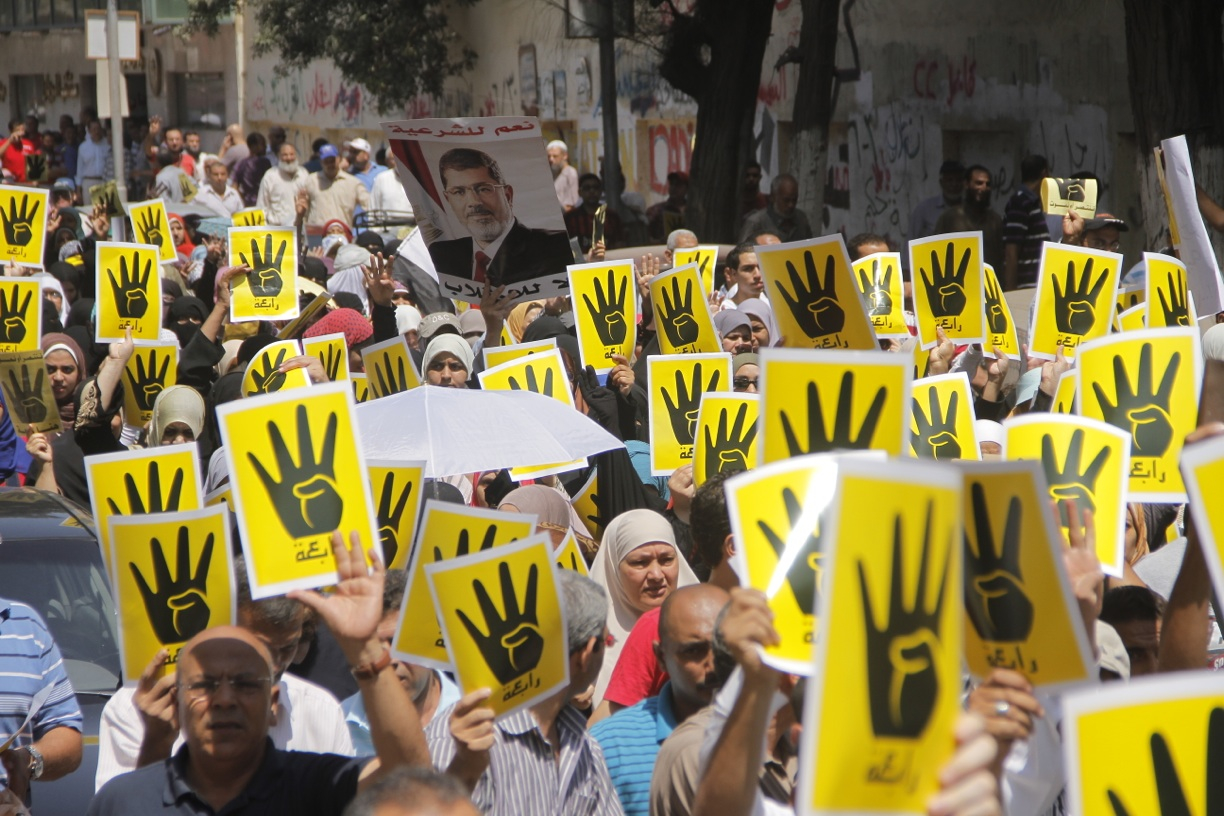
وفقا لقناة الجزيرة فإن فض اعتصامي رابعة العدوية والنهضة قد خلَّف أزيد من 1100 قتيل من أنصار جماعة الإخوان المسلمين في القاهرة وأن هذه الواقعة قد تم التخطيط لها على أعلى المستويات من حكومة الرئيس السيسي.

في شباط/فبراير عام 2015 تدهورت العلاقات القطرية المصرية بعدما قامت القوات الجوية المصرية بشن سلسلة ضربات جوية على مشتبه فيهم من تنظيم الدولة الإسلامية في ليبيا مما نجم عنه ذبح 21 مصريا من المسيحيين. تمت إدانة الغارات من قبل قناة الجزيرة التي بثت صور الضحايا من المدنيين. بالإضافة إلى ذلك فقد أعرب وزير الخارجية القطري عن تحفظاته من تلك الضربات الجوية المصرية. وهذا ما دفع طارق عادل مندوب مصر في جامعة الدول العربية إلى اتهام قطر بدعم الإرهاب. أطلق بعض المواطنون المصريون حملة على الإنترنت شجبوا فيها رد الحكومة القطرية. أما في مجلس التعاون الخليجي فقد رفضت مصر كل الاتهامات التي وُجهت لها واعتبرتها «بيانات كاذبة».

### سوريا
كانت قطر في البداية الداعم الرئيسي للاحتجاجات السلمية ضد الرئيس بشار الأسد إلى جانب تركيا. واجهت الحكومة السورية تلك الاحتجاجات السلمية باستخدام القوة المفرطة والمميتة فتحول الأمر إلى «تمرد مسلح» قبل أن تقوم في نهاية المطاف حرب أهلية واسعة النطاق. في الجانب المقابل كانت المملكة العربية السعودية في بداية الأمر مترددة في دعم الإطاحة بحكومة الأسد أم الإبقاء عليها خاصة أنه شريك لإيران. في وقت لاحق أصبح نفوذ كل من قطر وتركيا متزايدا في سوريا مما دفع بالمملكة العربية السعودية إلى الانضمام إلى الصراع من أجل إسقاط الأسد. هذا الأخير طلب مساعدة من إيران وروسيا من أجل التشبث بالسلطة.
خلال الحرب الأهلية السورية دعمت كل من قطر والمملكة العربية السعودية العديد من فصائل المعارضة السورية والمنظمات الثورية وكانا يتفقان -في بعض الأحيان- على دعم نفس الجماعة لكن وبشكل أدق فقد ركزت قطر في دعمها على جبهة النصرة في حين خلقت السعودية جماعات معارضة أخرى مولتها وسلحتها وجهزتها من قبيل الجبهة الإسلامية، الجبهة الإسلامية السورية وجيش الإسلام. كان نظام الأسد قاب قوسين أو أدنى من السقوط لكن تدخل إيران البري والتدخل الروسي الجوي ساعدها على التشبث بالسلطة وازدادت الأوضاع توترا عقب دخول تنظيم الدولة الإسلامية (داعش) على الخط عام 2014. في عام 2015؛ نسقت السعودية مع قطر من أجل خلق فصيل مسلح قادر على التأثير في مجريات الثورة السورية فوصلا في النهاية إلى قرار تشكيل جيش الفتح. سيطر هذا الجيش على محافظة إدلب من حكومة الأسد لكن التدخل العسكري الروسي في الحرب الأهلية السورية جعله يستعيد بعض الأجزاء من المحافظة.

### ليبيا
قُتل الزعيم الليبي معمر القذافي في أعقاب ثورة عام 2011 التي شهدت تدخلا عسكريا قطريا ودعما للثوار من خلال تشكيل المجلس الوطني الانتقالي. عادت الحرب الأهلية للتصاعد مجددا في ليبيا عام 2014 وهناك دعمت كل من السعودية وقطر الفصائل المتناحرة في ليبيا. في واقع الأمر تدعم قطر الحكومة المعترف بها دوليا ألا وهي حكومة الوفاق الوطني في حين تدعم المملكة العربية السعودية طبرق القابعة تحت حكم مجلس النواب.

### فلسطين
في فلسطين تدعم قطر حركة حماس أما السعودية فتدعم منظمات فلسطينية مختلفة فتارة تُقدم الدعم لحماس وتارة لا لكنها تواصل دعمها المستمر لكل من منظمة التحرير الفلسطينية وحركة فتح. حينما فازت حركة حماس بانتخابات عام 2007 انخفض مستوى التمويل من المملكة العربية السعودية في حين زاد مستوى التمويل من إيران. كانت تركيا وقطر من أكبر مؤيدي وداعمي حماس حتى عام 2011 (بداية الربيع العربي) فاختلطت الأوراق حيث وجدت حماس نفسها في مأزق حينما تعلق الأمر بالثورة السورية.

### اليمن
قامت قناة الجزيرة بتغطية الاحتجاجات اليمنية ضد الرئيس علي عبد الله صالح. خلال تلك الفترة تدخل مجلس التعاون الخليجي كوسيط بدعم من المملكة العربية السعودية وقطر من أجل الضغط على صالح لدفعه نحو الاستقالة لكنه رفض هذا. خُلع صالح بعد الثورة اليمنية لكن سرعان ما عاد لليمن عام 2012 بعدما كان قد سافر نحو السعودية للحصول على الرعاية الطبية اللازمة.
في عام 2015 صعد سلمان بن عبد العزيز لسدة العرش؛ تزامن هذا مع سيطرة الحوثيين على العاصمة صنعاء؛ مما تسبب في إشعال فتيل حرب أهلية تعكرت بعد التدخل السعودية فيها لدعم مرحلة ما بعد صالح ألا وهي حكومة الوحدة الوطنية بقيادة عبد ربه منصور هادي. خلال كل هذا كانت قطر داعمة للسعودية بشكل كبير بل حتى أنها انضمت لدول التحالف قبل أن يتم طردها خلال الأزمة الدبلوماسية. جدير بالذكر هنا أن بعض المصادر المصرية تدعي أن قطر تدعم الحوثيين من خلال ضخ مبالغ مالية طائلة.